# 베스 트루먼
엘리자베스 버지니아 "베스" 트루먼(혼전성 월러스 (Wallace), 영어: Elizabeth Virginia "Bess" Truman, 1885년 2월 13일~ 1982년 10월 18일)은 미국의 제33대 대통령을 지낸 해리 S. 트루먼의 영부인이다.

## 생애

### 영부인이 되기 전

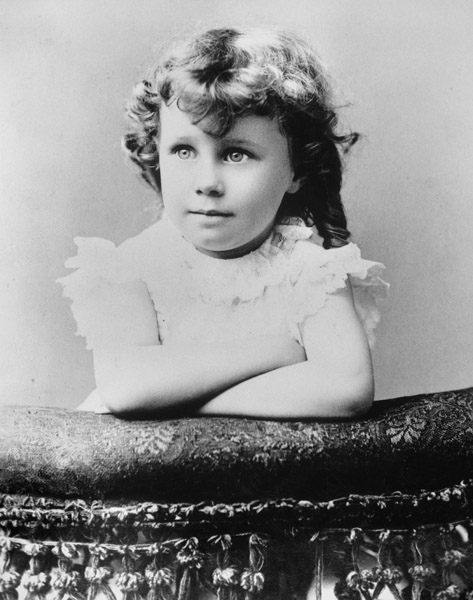
4살 때의 베스

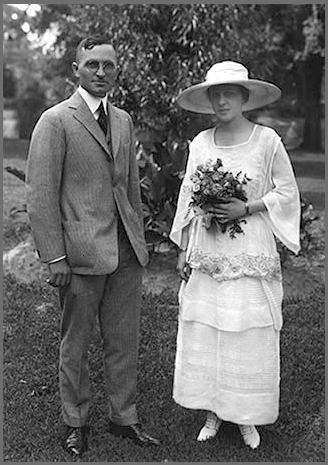
해리 S. 트루먼과의 결혼 사진

베스 트루먼은 1885년 2월 13일 데이비드 윌록 월리스와 그의 아내인 마가렛 엘리자베스 게이츠에게서 태어났으며, 미주리주 독립시기에 태어났다. 베스는 3남 1녀 중 첫째로 형제로는 남동생 프랭크 게이츠 월리스, 조지 포터필드 월리스, 데이빗 프레더릭 월리스가 있었다. 베스는 어렸을 때 말괄량이라는 평판을 받았는데, 젊은 여성으로서 베스는 자신의 패션과 모자를 통해 자신을 표현하는 것을 즐겼다. 그녀의 친구의 말에 따르면 "베스는 항상 다른 사람들보다 더 멋진 모자를 가지고 있었고, 아니면 더 멋진 스타일로 모자를 썼습니다."라고 말하기도 했다.
고등학교 시절 베스는 해리 S. 트루먼과 만났으며, 이후 소꿉친구로 지내다 1919년 6월 28일 결혼하였다. 1924년에 외동딸 마거릿 트루먼이 태어났다.

### 영부인 시절

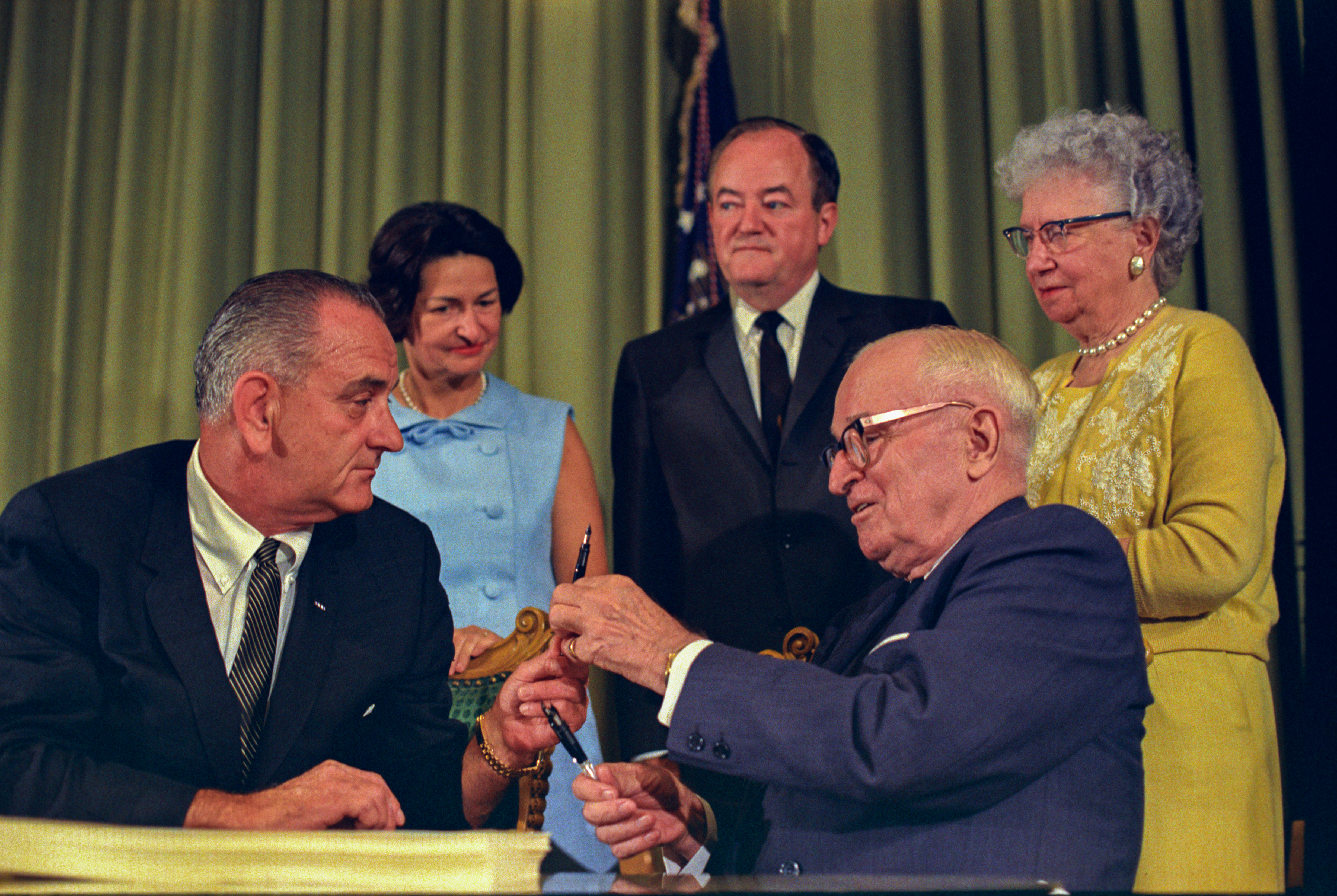
린든 B. 존슨 대통령 내외와 함께한 트루먼 부부

베스는 백악관의 사생활이 혐오스럽다는 것을 알았다. 그녀의 남편이 나중에 말했듯이, 우리가 배웠듯이 불가피하게 해리 트루먼 대통령의 가족을 둘러싸고 있는 "형식, 인조" 또는 인위성에 특별히 관심이 없었다. 그녀는 자신의 사회적 의무를 변함없이 이행했지만 자신이 필요하다고 생각하는 것만 했다. 트루먼의 두 번째 임기 동안 백악관이 재건되었을 때 그 가족은 블레어 하우스에 살았고 그들의 사회생활을 최소한으로 유지했다. 남편의 대통령 재임 기간 내내 트루먼은 그녀의 참석이 기대되었던 사교 시즌 동안 이외에는 워싱턴에 정기적으로 참석하지 않았다. 베스는 운동가인 엘리너 루스벨트와의 대조는 상당했다. 그녀와 달리 베스는 언론의 많은 요청 후에 기자 회견을 한 번만 열었다. 기자 회견은 사전 서면 질문으로 구성되었고 서면 응답은 대부분 논평 없이 단조로웠다. 왜 기자회견을 원하지 않느냐는 질문에 "나는 당선자가 아니다. 나는 대중에게 할 말이 없다." 딸 마거릿이 대통령이 되기를 원하는지 여부에 대한 베스의 반응은 "그건 그렇지 않았다"고 말했다. 남편이 퇴임한 후 하고 싶은 일에 대한 그녀의 대답은 "독립으로 돌아가기"였다.
영부인으로서 베스는 걸스카우트의 명예회장, 여성 민주주의 클럽, 워싱턴 동물 구조 연맹을 역임했고, 동시에 미국 적십자 명예회장이 되었다.
1953년 트루먼 가족들은 도서관을 짓고 회고록을 쓰는 일을 했던 노스델라웨어 219번지의 독립과 가족 집으로 돌아갔다. 베스는 1959년 유방절제술로 인해 수술을 받기도 했다.
1965년 린든 B. 존슨 대통령이 메디케어를 법으로 제정했을 때, 트루먼 가족은 살면서 그 혜택을 처음으로 받은 사람이었다.

### 사망
베스는 남편의 사망 이후 딸 마거릿과 손자들의 보살핌을 받으며 지내다가 1982년 10월 18일 97세를 일기로 자신의 고향에서 사망하였다. 그녀의 장레식은 10월 21일 치러졌고 남편과 함께 묻혔다.